# HD214783
HD214783 — хімічно пекулярна зоря спектрального класу A0, що має видиму зоряну величину в смузі V приблизно  8,7.
Вона  розташована на відстані близько 1186,0 світлових років від Сонця.

## Пекулярний хімічний склад
Зоряна атмосфера HD214783 має підвищений вміст 
Fe
.

## Магнітне поле
Спектр даної зорі вказує на наявність магнітного поля у її зоряній атмосфері.
Напруженість повздовжної компоненти поля оціненої з аналізу
крил ліній Бальмера
становить   50,0± 280,0 Гаус.